# Кошарна
Кошàрна е село в Северна България. То се намира в община Сливо поле, област Русе.

## История и забележителности
Заселването района на селото е станало по време на каменно-медната епоха. От това време там са известни 4 селищни могили и едно височинно обиталище. Главни поминъци на хората от това време са земеделие, скотовъдство, лов и риболов, както и някои занаяти с домашен характер.
Едната от могилите с най-големи параметри е обект на археологическо проучване. Тя е разположена в местността „Кайнак дере“ на 3 км южно от с. Кошарна. Селищната могила е с форма на пресечен конус, гъсто обрасла по цялата повърхност с горска растителност. Намира се върху склон до извор, от който води началото си поток. Обектът има следните данни: горна площадка – 0,5 дка, периметър 83 м, основа /общата площ/ – 2,7 дка, периметър на основата – 188 м; Диаметри през централния репер: посока изток-запад – 54 м, посока север-юг – 57,5 м, посока север-юг – 57,5 м, най-големият диаметър е през сондажа – 66 м; денивелации на основата спрямо централния репер: от север – 8,50 м, от юг – 7 м, от изток – 9,70 м, от запад – 3,10 м. Изцяло проучен е първи строителен хоризонт, от който в рамките на сондажа са открити деструкции от постройка, върху пода на която е имало съоръжение, с неясно предназначение. Извън постройката е разкрита керамична пещ с два етапа на обмазване. Започнато e проучването на втория строителен хоризонт от могилата, от който е изчерпан финалният му етап – характеризира се с опожаряване на селището, маркирано от пласт сива пепел. Открити са многобройни находки – керамични фрагменти, животински кости, оръдия на труда от кремък, мед, кост, предмети, свързани с древни култове. Интерес измежду тях представляват една плоска костена антропоморфна фигура, почти изцяло запазена, керамичен фалос – свидетелство за свързване на мъжкото начало с благополучието на рода и племето, както и за доминиращата роля на мъжа в праисторическото общество, керамична антропоморфна фигура на мъж, фрагментирана. Находките датират финалната фаза от развитието на селището към втората половина на късния халколит (4300-4200 г. пр. н. е.) и са характерни за финала на каменно-медната епоха и културен комплекс Коджадермен-Гумелница-Караново VI. 

## Поминък
Основни източници на месни храни и суровини от животински произход за хората от селището са домашните и дивите бозайници. Високият процент на домашни животни, който надхвърля 90 % е свидетелство за утвърдено и напреднало животновъдство. Ловът се очертава като второстепенен поминък. Говедата са най-многобройни по количество на костите и брой на индивидите. На второ място са дребните преживни, а свинете са трети. Дивите бозайници са елен, дива свиня, заек и лисица. Животните са убивани основно за храна и кожи.